# Tryphosites alleni
Tryphosites alleni är en kräftdjursart som först beskrevs av Charles Spence Bate och John Obadiah Westwood 1860.  Tryphosites alleni ingår i släktet Tryphosites och familjen Lysianassidae. Inga underarter finns listade i Catalogue of Life.